# كيت مارفن
كيت مارفن (بالإنجليزية: Cate Marvin)‏ هي كاتِبة وشاعرة أمريكية، ولدت في 20 نوفمبر 1969.